# Frank Sels
Frank Sels, né le 3 décembre 1942 à Anvers (province d'Anvers) et mort le 19 décembre 1986, est un scénariste de bande dessinée belge néerlandophone, connu pour sa collaboration au Studio Vandersteen. 

## Biographie

### Jeunesse
Frank Sels naît le 3 décembre 1942 à Anvers. Il montre un talent précoce pour le dessin. Ses dessins d'enfance étaient remplis d'Amérindiens, de cow-boys et de chevaliers, laissant présager les principaux sujets de sa production de bande dessinée ultérieure. À l'âge de 14 ans, il s'inscrit au Stedelijk Instituut voor Sierkunsten en Ambachten (Institut des Arts et Métiers décoratifs de la ville d'Anvers, un établissement d'enseignement secondaire). Parmi ses camarades de classe figurent le futur chanteur Ferre Grignard, l'activiste politique Koen Calliauw (nl), le futur collègue du Studio Vandersteen Frans Anthonis et, plus particulièrement, Hugo Renaerts, avec qui il noue une amitié pour la vie. Pendant leurs études, Frank Sels et Hugo Renaerts travaillent sur leurs propres bandes dessinées, au grand dam de leurs professeurs. Il fait une chute d'un pylône électrique de dix mètres de haut, dont il aura des séquelles à vie.
Sels admire Paul Cuvelier et Hans Kresse, à tel point qu'il nomme son fils Erwin comme le fils son personnage phare Éric, l’homme du Nord (nl) en 1963. Sa carrière est marquée par d'autres influences : Victor de la Fuente, René Follet, Jean Giraud, Jijé et Michel Blanc-Dumont.

### Début de carrière
Frank Sels commence sa carrière professionnelle dans une imprimerie, avant de rejoindre le Studio Vandersteen.
Il est embauché par Willy Vandersteen en remplacement de Karel Verschuere en 1963 à l'âge de vingt ans. Sa première tâche est de dessiner la série Karl May de Willy Vandersteen, des adaptations en bande dessinée des romans Old Shatterhand et Winnetou. Il travaille sur la série jusqu'en 1966, date à laquelle son prédécesseur est réembauché et reprend son rôle.
Entre 1963 et 1966, Frank Sels est également le dessinateur principal de la série médiévale de Willy Vandersteen Le Chevalier rouge, avant qu'Eduard De Rop ne prenne le relais. 
Il a également aidé Willy Vandersteen à l'encrage de quelques récits de la série Bessy pour le journal De Standaard. À l'été 1966, il quitte le studio pour voler de ses propres ailes.

### En solo
Depuis 1964, Frank Sels fournit en outre des bandes dessinées régulières à Ohee !, le magazine avec une histoire hebdomadaire complète de bandes dessinées, publiée par le journal Het Volk. Un long récit récurrent de Frank Sels est la bande dessinée viking De Zeearend, qui est apparue dans cinq numéros d'Ohee ! entre 1964 et 1968.
Depuis 1965, il fournit une bande dessinée mensuellement à Ohee !. Il s'agit principalement de bandes dessinées d'aventures historiques, scénarisées par Lorenzo Wadlin ou de son ami d'enfance Hugo Renaerts. Parmi les titres figurent : Mister Grizzly, Abraham Lincoln, De Illias et Tall Bull'. Il crée encore le personnage de Tarbu — un enfant de la jungle — qui vivra trois récits en 1969.
En février 1965, Frank Sels et Hugo Renaerts sont également présents dans Ons Land, l'hebdomadaire familial édité par Orbis. Jusqu'en décembre de cette année-là, ils contribuent à deux histoires sur le petit Amérindien Kleine Antilope (Petite antilope), le précurseur de Silberpfeil. En mai 1967, les auteurs reviennent à Ons Land avec une nouvelle aventure de De Zeearend, intitulée De Wolven van Scaggar. Avec un style de dessin humoristique, Frank Sels est aussi présent dans 't Kapoentje, le supplément hebdomadaire pour enfants du journal Het Volk. Il contribue à des histoires comme Bongo tegen de Kux Klan (Bongo contre le Kux Klan) de juin à décembre 1967 et Arkulleke de février à août 1968. Cette série se déroule à l'époque gallo-romaine, notamment inspirée par Astérix de René Goscinny et Albert Uderzo. La plupart de ces récits sont ensuite replacés dans Ohee !, en étant parfois modifiés ou allongés.

#### DansSamedi-Jeunesse
Frank Sels entame également une collaboration avec le mensuel Samedi-Jeunesse pour lequel il livre les récits L'Aigle des mers et L'Assaut en 1965. L'année suivante, il livre L'Expédition des dix mille puis Tom Harlow ainsi que la couverture du récit de Sandy et Hoppy de Lambil intitulé Les Trafiquants du Bush en 1967. Le Tour du monde de Toto Sprint, la couverture d'un autre récit de Sandy : Le Docteur volant et celle de Dag et Heidi : La Statue blanche en 1968. Tandis que les épisodes Gare aux contraventions et La Chasse au Michel-Ange de Toto Sprint ainsi que a couverture de Blason d'argent pour l'épisode Compère Jean Bontemps sont les dernières productions pour ce mensuel en 1969.

#### Dans les petits formats
En petit format, il livre treize épisodes d'une autre série western, Soleil Rouge, aventures d'un jeune chef comanche. Parmi les épisodes de la série, on peut citer Jeu de Massacre et Tatanka, le bison sacré.

### Studio Bessy
Les espoirs de Frank Sels d'une carrière solo couronnée de succès échouent. En fait, après avoir quitté le Studio Vandersteen au milieu de 1966, il est moins demandé par ses autres clients. Ce qui motive son retour chez son ancien employeur en avril 1967. Il devient membre de l'unité distincte de Vandersteen dans la rue Grétry d'Anvers, où les récits de la série western Bessy sont produits pour l'éditeur allemand Bastei-Verlag (de). Depuis 1952, Bessy est diffusé en néerlandais et en français, mais les aventures de l'héroïque colley ont connu un succès si colossal en Allemagne également, que des histoires exclusives sont produites pour ce marché. Au début, Frank Sels travaille aux côtés de Karel Biddeloo et Edgard Gastmans sous la supervision de Karel Verschuere. Ce dernier souffrant de problèmes personnels est inapte à diriger l'équipe et ses collègues se sont plaints auprès de Willy Vandersteen. Frank Sels et Edgard Gastmans lui font une proposition audacieuse : Ils se vantent à eux deux de pouvoir effectuer la même quantité de travail, promettant une réduction des coûts tout en augmentant la qualité. En conséquence, Karel Verschuere est licencié et Karel Biddeloo est transféré au studio de Kalmthout de Willy Vandersteen. Le duo remplit plus ou moins sa promesse. Entre octobre 1967 et juin 1969, ils produisent chaque semaine une histoire complète de 28 pages de Bessy. Daniël Jansens s'occupe des scénarios, tandis que d'autres dessinateurs comme Eugeen Goossens et Eduard De Rop dessinent également un numéro occasionnel. La période Sels-Gastmans décolle avec le numéro allemand no 73, Die Wette gilt !, et dure jusqu'au no 158, Im Kugelregen am Snow-River du 2 juin 1969.

### Studio Sels
Frank Sels monte son propre studio : le Studio Sels car il est à nouveau chargé d'une production hebdomadaire de 28 pages. La collaboration avec Edgard Gastmans se termine quelque au début des années 1970, mais un nouveau collaborateur est trouvé en la personne de Claus Scholz (nl), qui travaille sur Silberpfeil de 1973 à 1980. Il n'est pas seulement devenu un rival direct de Willy Vandersteen, il débauche ses collaborateurs : Robert Wuyts, Eric De Rop, Jean Bosco Safari (nl) et Jan van Rooy au cours des années 1970, bien que la plupart aient finalement rejoint le studio Vandersteen. La plupart des histoires du Silberpfeil est écrite par Hugo Renaerts, dont l'épouse Greet Liégeois dessine également  plusieurs épisodes. Le fils de l'artiste, Erwin Sels, rejoint la production en 1978, suivi de sa fille Danielle en 1982. Naturellement, l'accent est mis sur la quantité plutôt que sur la qualité, de nombreuses histoires et dessins sont faits dans la précipitation pour respecter les délais.
Silberpfeil a été un grand succès. De nombreuses histoires sont parues en néerlandais sous le nom de Zilverpijl (nl) dans les magazines Ohee ! et Ohee Club, avec des illustrations de couverture de Robert Wuyts tandis que les ouvrages allemands ont des couvertures conçues par le studio espagnol Ortega). Des traductions supplémentaires ont suivi en norvégien (Sølvpilen), en suédois (Silverpilen) et en finnois (Hopeanuoli). Au cours des années 1970 et 1980, Sels fait plusieurs tentatives d'auto-édition des séries d'albums en néerlandais, mais toutes échouées après deux ou trois volumes. Dans les rééditions, le précurseur Kleine Antilope apparaît souvent sous le nom de Kleine Wapiti.
Au fil des ans, la relation de Frank Sels avec Bastei Verlag se détériore considérablement. L'éditeur s'est immiscé dans la création en découpant les vignettes pour faire de la place aux publicités, en modifiant les dialogues sans consultation préalable, ou en demandant à des auteurs espagnols de créer de nouvelles histoires avec les personnages sans aucune implication de Sels. L'éditeur lui demandé d'abandonner les collaborations et de produire chaque histoire lui-même, et lui a souvent envoyé de mauvais scénarios, que Hugo Renaerts a ensuite dû corriger. À plusieurs reprises, l'auteur au franc-parler se précipite en Allemagne pour mettre les choses au point. Dans l'ensemble, le Silberpfeil (Bastei) (de) reste populaire dans ce pays jusqu'au milieu des années 1980. En 1986, après environ 700 histoires, le magazine s'appuie sur des rééditions et la production s'arrête.

### Dernières productions
Après Silberpfeil, Frank Sels essaye d'intéresser Bastei Verlag à de nouveaux projets. Tous sont rejetés, bien qu'il ait été autorisé à illustrer quelques histoires pour leur magazine d'horreur Gespenster Geschichten, écrit par Peter Mennigen. Avec son fils Erwin, Frank Sels s'inspire d'une histoire de 20 pages sur Kabouter Pumpie (Gnome Pumpie), sur un scénario d'un collègue de travail d'Ersel : Oscar Thibos en 1984. Entre 1986 et 1994, le personnage est relancé par Thibos et le dessinateur Luc Poetzarelli pour trois nouveaux volumes. Le père et le fils Sels collaborent également au récit de samouraï Endo's Karma, publiée par Europrint en 1985. Frank Sels avait terminé environ 30 pages de son histoire de science-fiction Op Zoek naar Alfadir, lorsqu'il se suicide le 19 décembre 1986, à l'âge de 44 ans. Deux ans plus tard, le magazine Silberpfeil s'arrête.

### Vie privée
Frank Sels était le père d'Ersel.

#### Études
- Danny De Laet et Yves Varende, Au-delà du septième art : histoire de la bande dessinée belge, Bruxelles, Ministère des affaires étrangères, du commerce extérieur et de la coopération au développement, coll. « Chroniques belges » (no 322), 1979, 302 p., ill. ; 22 cm (OCLC 301693218, lire en ligne).

#### Livres
- Jean Van Hamme, Introduction à la bande dessinée belge, Bruxelles, Bibliothèque royale de Belgique, 1968, 80 p., ill. ; 26 cm (lire en ligne), p. 44[catalogue] publié à l'occasion de l'exposition La bande dessinée en Belgique, Bibliothèque Albert Ier, [Bruxelles], du 29 juin au 25 août 1968.
- Henri Filippini, « Sels, Frank », dans Dictionnaire de la bande dessinée, Paris, Bordas, 1989, 731 p., ill. ; 27 cm (ISBN 2-04-018455-4, OCLC 1244909550, BNF 35065653, présentation en ligne), p. 673.
- (nl) Jan Hoet et Dany Vandenbossche, « Sels », dans De wereld van de strips in originelen [« Le Monde de la bande dessinée en originaux »], Bruxelles, Vlaams Parlement, 2013, 68 p., PDF (OCLC 901366732, lire en ligne), p. 50.